# Akka (mythologie)
Pour les articles homonymes, voir Akka.
Akka (en langue saami : Áhkká) est un esprit féminin du chamanisme saami, présent également dans la mythologie finnoise. 
Le culte d'Akka était très généralisé et célébré sous forme de sacrifices, d'incantations et autres rituels. Certains Saamis croyaient qu'Akka vivait sous leur tente.

## Portent le nom d'Akka

### Jabme-Akka
Jabme-Akka (l'Akka de la mort) est la déesse du monde souterrain. Elle apaise et rassure les âmes des enfants disparus. Par contre elle maintient les autres âmes dans la douleur. Le territoire de la mort est l'effet miroir du territoire de la vie où tout est à l'opposé. Ainsi les morts sont incinérés avec un élément essentiel de leur vie et tout autre élément qui pourrait rendre meilleure leur vie dans l'au-delà.

### Maderakka
Maderakka, appelée également Máttaráhkká est la première Akka, la déesse primordiale, la créatrice du corps humain, la déesse des femmes et des enfants. Les femmes et les enfants lui appartiennent (les garçons jusqu'à leur puberté). Le nom, remontant à la mythologie saami, réfère à la déesse de la sagesse et de la beauté, ce qui explique qu' akka a pu être utilisé en langue saami pour désigner « grand-mère » ou « femme sage ».
Maderakka est populaire parmi les féministes Saami.

### Les filles de Maderakka
- Sáráhkká, appelée également Sarakka, est la déesse de la  fertilité, de la grossesse et de la naissance. Elle assure  la protection du fœtus. Une association saami féministe créée en 1988 porte le nom The Sarahkka en son honneur[2],[3].

- Juokshkká, appelée également Juksakka, dont le nom signifie l'Akka à la flèche est la déesse protectrice des enfants.

- Uksáhkká, dont le nom signifie femme de la porte, est la déesse protégeant la maisonnée. C'est elle qui façonne le fœtus dans le ventre de la mère et détermine le sexe de l’enfant.

## Akka dans la mythologie finnoise et la mythologie estonienne
Dans la mythologie finnoise Akka est l'épouse de Ukko et est la déesse de la fertilité. Elle est identifiée à la partie féminine de la nature, Maaemonen la mère Terre, fertilisée par Ukko.
Dans la mythologie estonienne Akka est appelée Maan-Emo.

## Hommage
Maderakka est l'une des 1 038 femmes dont le nom figure sur le socle de l'œuvre contemporaine The Dinner Party de Judy Chicago. Elle y est associée à la Déesse de la fertilité, deuxième convive de l'aile I de la table.